# Jol
Jol – typ dwumasztowego ożaglowania stosowanego przeważnie na jachtach żaglowych średniej wielkości (o długości kadłuba 10 - 20 m). Żaglowiec posiada główny maszt w pobliżu środka wyporu jednostki, oraz dodatkowo szczątkowy, bardzo mały maszt wysokości ok. 1/3 głównego, posadowiony daleko na rufie. Z powodu dużej różnicy masztów, tego typu jednostkę określa się również gwarowo jako "półtoramasztowiec".

Schemat ożaglowania typu jol

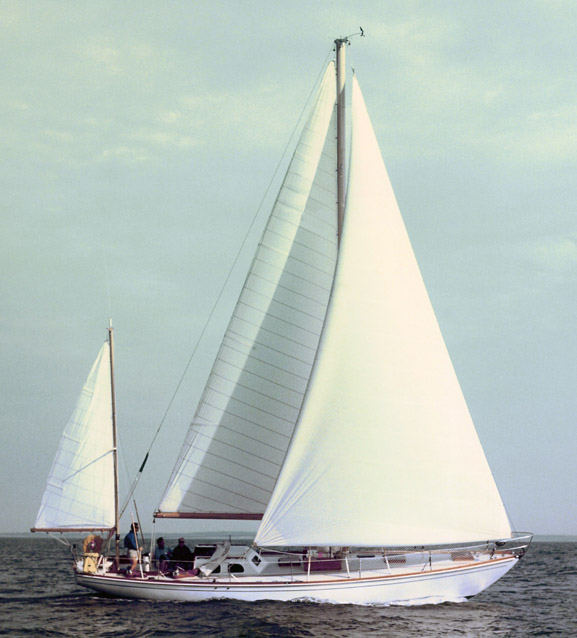
Jol pod żaglami

Jol nosi na obu masztach ożaglowanie skośne. Główny maszt to grotmaszt, tylny maszt to bezanmaszt. Bezanmaszt jest usytuowany poza obrysem konstrukcyjnej linii wodnej (KLW) jednostki (czyli w nawisie rufowym), czym różni się od bardzo podobnego typu jachtu, o nazwie kecz, którego drugi maszt jest większy i przesunięty bardziej ku przodowi. Takie usytuowanie bezana na jolu oznacza najczęściej, że maszt ten znajduje się za rufowym stanowiskiem sternika.
Zmiany konstrukcyjne w projektowaniu nowych żaglowców coraz bardziej zacierają różnice pomiędzy poszczególnymi typami jachtów – w tym przypadku są to tendencje do jak największego przedłużania KLW w celu zmniejszenia oporu falowego. Dlatego też coraz częściej stosowane są definicje opierające się o proporcje powierzchni żagli. Za jachty typu jol uważa się wtedy jednostki, w których bezan stanowi ok. 15% całkowitej powierzchni ożaglowania.
Bezan na jolu jest mniejszy niż na keczu i tylko w niewielkim stopniu wytwarza siłę napędową jachtu, głównie stosowany jest do zwiększenia manewrowości jednostki, wspomagając pracę steru poprzez regulację położenia środka ożaglowania. Największą swoją przydatność bezan objawia podczas zwrotów.
Żagle jola liczone od dziobu to: od jednego do trzech sztaksli (fok, dodatkowo kliwer i ewentualnie latacz), następnie grot i ew. grottopsel, pomiędzy masztami apsel i na końcu bezan. Ożaglowanie skośne na jolach jest najczęściej typu bermudzkiego, rzadziej gaflowego, wyjątkowo na grocie stosowane jest ożaglowanie żebrowe.
Istnieje również odmiana jola z grotmasztem mocno przesuniętym w stronę dziobu i nie nosząca przednich sztaksli, nazywana ket-jol.
Znane żaglowce typu jol:
- Opty – jacht Leonida Teligi
- Zjawa III – jacht, na którym Władysław Wagner płynął podczas części swojej wyprawy dookoła świata
- jachty typu J-80
- jachty typu Opal
- jachty typu Antares.